# Rintgen
Das Rintgen ist ein Stadtteil der Kreisstadt Viersen, die Sitz des gleichnamigen Kreises im Westen des deutschen Bundeslandes Nordrhein-Westfalen ist. Innerhalb des Viersener Stadtgebiets gehört der Stadtteil Rintgen zum Stadtbezirk Alt-Viersen. Das Rintgen umfasst die südliche Altviersener Innenstadt sowie Wohn- und Gewerbegebiete, die in westlicher, östlicher und südlicher Richtung daran anschließen. Innerhalb Nordrhein-Westfalens gehört das Rintgen zur Region Niederrhein und zur Metropolregion Rhein-Ruhr, die sich in Viersen gegenseitig überlappen.
Frühere Bezeichnungen für den heutigen Stadtteil waren zunächst Rinneke, später u. a. Rincken, Reindtgen, Reyntgen oder Rindtgen. In jüngerer Zeit wird der Name Rintgen in zunehmendem Maße durch den Begriff Südstadt Viersen verdrängt.

## Etymologie und Geschichte

### Rintgen und Viersen im Mittelalter

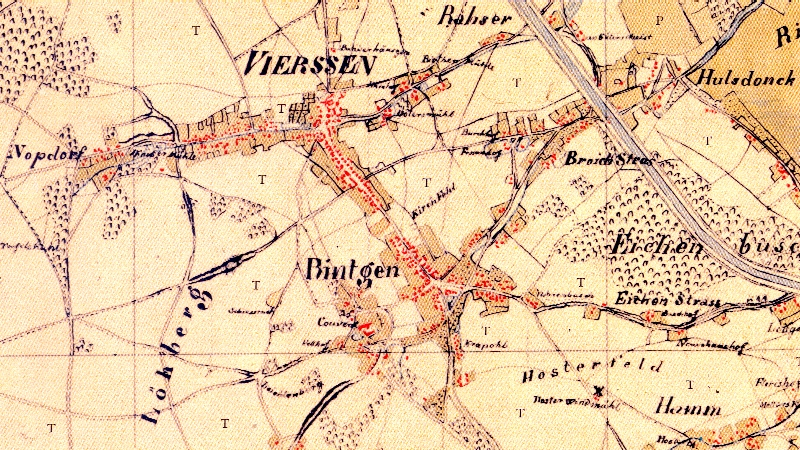
Die Dörfer Rintgen und Vierssen zur Franzosenzeit um 1805.

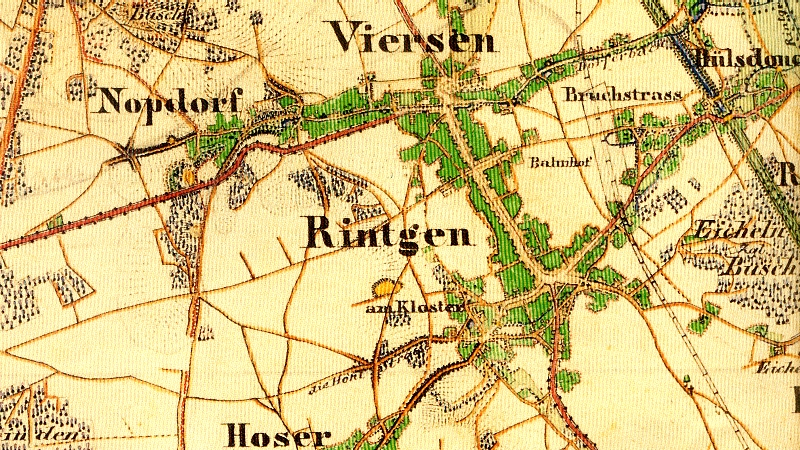
Die Dörfer Rintgen und Viersen um 1844.

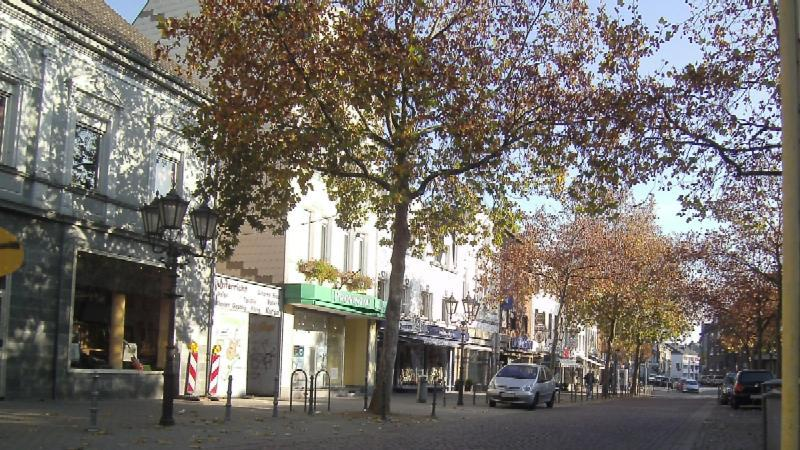
Der Gereonsplatz.

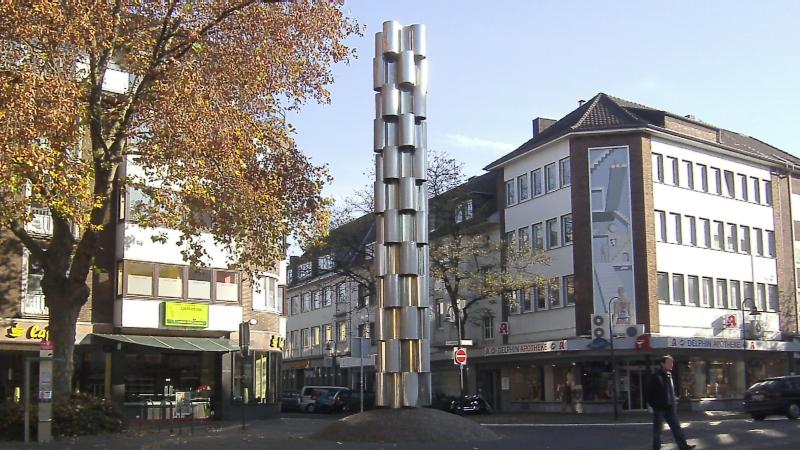
Die Brunnensäule vor dem Sparkassenvorplatz auf der Hauptstraße.

Das Dorf Rintgen war, gemeinsam mit dem eigentlichen Dorf Viersen, der zweite Hauptsiedlungskern der heutigen Altviersener Innenstadt. Die älteste bekannte urkundliche Erwähnung des Rintgen stammt aus dem Jahre 1250, damals wurde die Ansiedlung Rinneke genannt. Diese Bezeichnung wird mit dem Wort Rinne in Verbindung gebracht und bezieht sich wohl auf den Bachlauf, der das Dorf Rintgen noch im 19. Jahrhundert oberirdisch durchfloss, den heutigen Rintger Bach (für kleinere Fließgewässer wurde in Viersen früher oft der Ausdruck Waterrinne gebraucht). Noch um 1955 gab es Reste des Klosterweihers des um 1825 abgerissenen Klosters und Beginenkonventes „St. Pauli Bekehrung“. Als 1976 die Wohnanlage „Beghinenhof“ gebaut wurde, waren die Sedimentschichten des Klosterweihers zu erkennen. Von dort strömte eines der Rinnsale nach Osten, „ett Rinnken“ (= die kleine Rinne). Es war allerdings so groß, dass es 60 Meter weiter östlich eine Mühle antreiben konnte, die sogenannte „Klostermühle“. Neubauarbeiten Ende der 1970er Jahre legten Reste dieser hochmittelalterlichen Bauten frei, sicherten sie aber nicht.
Schon im Mittelalter war das Rintgen als eine von ursprünglich sieben (später acht) historischen Honschaften, aus denen sich das Altviersener Territorium neben dem namensgebenden Dorf Viersen damals zusammensetzte, ein Teil der seinerzeit so genannten „Herrlichkeit Viersen“. Ablesbar ist die Bedeutung und Größe des Ortsteiles „das Rintgen“ noch auf den preußischen Landeskarten von ca. 1899, dort ist der Name „Rintgen“ gleich groß wie der Name „Viersen“ geschrieben.
Jene Herrlichkeit Viersen war jedoch kein eigenständiges Gebiet, sondern befand sich im klerikalen Grundbesitz des Kölner Stiftes St. Gereon. Nach einer auf Karl den Großen zurückgehenden Vorschrift mussten die kirchlichen Grundherren kleinerer Herrschaftsgebiete einen weltlichen Schutzherrn, einen sog. Schutzvogt, über das jeweilige Territorium bestimmen, der aus den Adelsgeschlechtern der regionalen Umgebung des betreffenden Gebiets auszuwählen war. Nach verschiedenen Vorgängern erhielten so zunächst die Grafen von Jülich im Jahr 1227 die Schutzherrschaft über die Herrlichkeit Viersen, um 1294/95 sind dann die Grafen von Geldern, die sich ab 1339 Herzöge von Geldern nannten, Schutzvögte über Viersen und gliedern bis spätestens 1340 das Gebiet der Herrlichkeit Viersen als Exklave dem geldrischen Amt Krickenbeck an.

### Rintgen und Viersen in der frühen Neuzeit
Die Schutzvogtei des Herzogtums Geldern brachte das Altviersener Gebiet ab dem 16. Jahrhundert unter die Herrschaft verschiedener Europäischer Mächte: Durch den Vertrag von Venlo verlor das Herzogtum Geldern im Jahr 1543 seine Selbständigkeit und wurde zunächst Teil der Burgundischen Niederlande, die damals der direkten Herrschaft des habsburgischen Kaisers Karl V., der gleichzeitig Herzog von Burgund war, unterstanden. Nach der Abdankung Karls V. im Jahr 1556 ging die Herrschaft über das Herzogtum Geldern auf dessen Sohn Phillip, der als Philipp II. König von Spanien war, über. So wurde das Rintgen als Teil der Herrlichkeit Viersen schließlich zu einem Dorf der Spanischen Niederlande.
In der ersten Hälfte des 17. Jahrhunderts erfuhr die Herrlichkeit Viersen schwere Heimsuchungen. Zunächst fielen einer ab 1618 zwei Jahre lang wütenden Pestepidemie fast tausend Menschenleben zum Opfer, im Rahmen des gleichfalls 1618 begonnenen 'Dreißigjährigen Krieges drang im Jahr 1642 ein französisch-weimarisch-hessisches Heer in die spanische Exklave Viersen ein, wobei hessische Soldaten fast alle Häuser im Rintgen niederbrannten. Die spanische Herrschaft über das sog. geldrische Oberquartier, zu dem Viersen gehörte, blieb jedoch auch nach Ende des Dreißigjährigen Krieges 1648 weiter bestehen. Noch unter spanischer Herrschaft, wurde 1690 im Rintgen mit der katholischen Elementarschule die erste Schule eröffnet, Unterrichtssprache war Niederländisch.
Nachdem im Jahr 1700 mit König Karl II. der letzte habsburgische Herrscher auf dem spanischen Thron gestorben war, kam es ab 1701 zum Ausbruch des Spanischen Erbfolgekrieges. Im Rahmen dieser Auseinandersetzung wurde das Gebiet von Viersen ab 1705 von den nördlichen Niederlanden (auch „Generalstaaten“ genannt) militärisch besetzt. Unter dem Wohlwollen der neuen niederländischen Verwaltung kam es noch im selben Jahr zur Gründung der evangelisch-reformierten Kirchengemeinde Viersens. Außerdem wurde nun auch eine reformierte Elementarschule gegründet, die im Rintgen angesiedelt wurde, aber für die reformierten Schüler zunächst aus ganz Viersen zuständig war. Nach dem Ende des spanischen Erbfolgekrieges wurde 1713 das frühere Spanisch-Geldrische Oberquartier im Frieden von Utrecht zwischen Österreich, Preußen, den nördlichen Niederlanden („Generalstaaten“) und dem Herzogtum Jülich aufgeteilt. Dabei fiel das Gebiet von Alt-Viersen einschließlich des Rintgen, wiederum als Exklave, ab 1713 an Preußen. Unter der neuen preußischen Obrigkeit wurde im Jahr 1718 von der bereits bestehenden evangelisch-reformierten Kirchengemeinde im nördlichen Teil des Rintgen die erste Evangelische Kirche errichtet, ungefähr dort, wo heute die Evangelische Kreuzkirche an der Hauptstraße steht.

### Rintgen und Viersen von der Franzosenzeit bis heute
Ab 1795 wurde Alt-Viersen dann von französischen Revolutionstruppen besetzt und schließlich von Frankreich annektiert. Da Frankreich damals das gesamte linksrheinische Gebiet (des heutigen Deutschlands) vereinnahmte, wurde unter der Französischen Verwaltung das Alt-Viersener Gebiet nun wieder mit seinem Umland unter einer einheitlichen Herrschaft verbunden, und der jahrhundertelange Viersener Exklaven-Zustand war hierdurch beendet. Auf Veranlassung von Napoleon Bonaparte, der seit 1804 französischer Kaiser war, wurde 1809 mit dem Bau des Nordkanals begonnen, der in Viersen u. a. über das Gebiet des Rintgen verlief und das Dorf von seinen nordöstlichen Ansiedlungen (Hülsdonk und Robend) abtrennte. In nordwestlicher Richtung entlang der heutigen Hauptstraße gab es zur Franzosenzeit zwischen dem Rintgen und dem namensgebenden Viersener Hauptdorf, etwa auf Höhe der jetzigen Sparkassengeschäftsstelle, noch ein Stück freien Feldes, das die beiden Viersener Kerndörfer voneinander trennte.
Nach Napoléons Niederlage in der Schlacht bei Waterloo kam Viersen, wie weite Teile des Rheinlandes überhaupt, im Jahr 1815 erneut unter die Herrschaft von Preußen, das damals zu den Siegermächten der Napoleonischen Kriege gehörte. Eine bessere medizinische Versorgung und die zunehmende Industrialisierung verursachten im 19. Jahrhundert auch in Viersen eine starke Bevölkerungszunahme und eine damit einhergehende Verdichtung der allgemeinen Bebauung. Knapp dreißig Jahre nach dem Ende der französischen Herrschaft gab es die zuvor noch bestehende Lücke zwischen den Dörfern Viersen und Rintgen nicht mehr, auf einer 1844 aufgezeichneten preußischen Landkarte zeigt sich die heutige Hauptstraße vollständig bebaut, womit die beiden Viersener Kerndörfer nun zusammengewachsen waren, Alt-Viersen hatte inzwischen über 10.000 Einwohner. Bereits 1849 kam es dann im östlichen Rintgen zur Eröffnung des ersten Viersener Bahnhofs an der damals noch nicht ganz fertiggestellten Eisenbahnstrecke von Duisburg-Ruhrort nach Mönchengladbach, zunächst verkehrten die Züge nur zwischen Viersen und Homberg.
Zwischen 1877 und 1879 errichtete die evangelische Gemeinde einen Kirchenneubau im nördlichen Rintgen an der Hauptstraße, die dort bereits befindliche Vorgängerkirche wurde abgerissen. Etwa zwölf Jahre später erhielt das Rintgen auch eine „eigene“ katholische Kirche, die von 1889 bis 1891 erbaute St.Josephs-Kirche. 1895 spaltet sich das Rintgen als eigene katholische Pfarrgemeinde St.Joseph von der Altviersener Hauptpfarre St.Remigius ab. Im Jahre 1906 folgte die Inbetriebnahme einer Straßenbahnstrecke durch das Rintgen, die zunächst von Mönchengladbach über Viersen nach Dülken, ab 1907 dann nach Süchteln führte. 2006 wurde durch das Diakonische Werk Krefeld-Viersen auf der Großen Bruchstraße im Rintgen das Stadtteilbüro Südstadt eröffnet. Im Jahr 2008 ordnete das Bischöfliche Generalvikariat des katholischen Bistums Aachen die Wiederangliederung der Pfarre St.Joseph an die Altviersener Hauptpfarre St.Remigius zum 1. Januar 2009 an.

## Die Südstadt Viersen

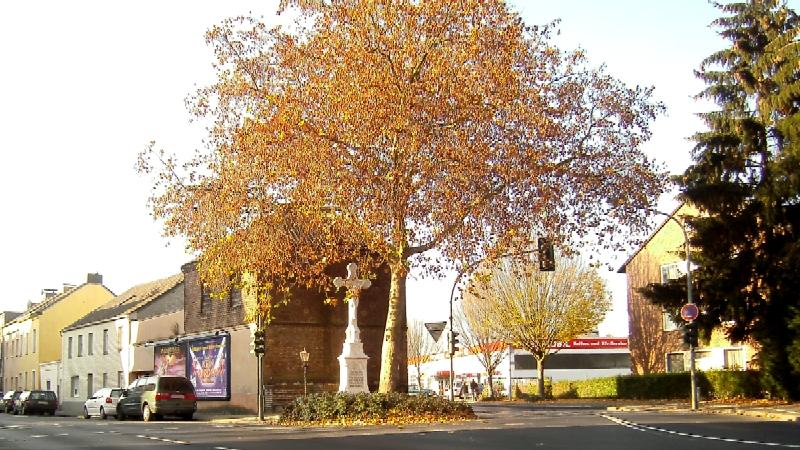
Rintgen, aber nicht Südstadt :
Das Wegekreuz an der Gabelung Krefelder Straße/Alte Bruchstraße.

Der Stadtteil Rintgen wird in der allgemeinen Wahrnehmung, auch seitens der Viersener Stadtverwaltung, offenbar als der unattraktivere Teil der Altviersener Innenstadt empfunden, beispielsweise hört die Fußgängerzone auf der Hauptstraße ziemlich genau dort auf, wo das Rintgen anfängt. Vor diesem Hintergrund bemühen sich verschiedene Initiativen in den letzten Jahren um eine Verbesserung der Situation. Dabei wurde für die südliche Innenstadt und die umliegenden Wohngebiete der Begriff Südstadt Viersen eingeführt, um das Gebiet auch dem Namen nach etwas aufzuwerten. Die Bezeichnungen Südstadt Viersen und Rintgen werden nun mitunter einander gleichgesetzt, wobei vernachlässigt wird, dass zum Rintgen auch noch Bereiche zählen, die zweifellos nicht Teil der Südstadt sind wie z. B. das Gebiet Krefelder Straße/Alte Bruchstraße östlich des Bahndamms.

## Verkehr

### Straßenverkehr
Der Stadtteil Rintgen wird von den folgenden vier nordrhein-westfälischen Landesstraßen durchquert bzw. berührt:
- L 29: Von Nettetal über Boisheim, Dülken nach Viersen (Freiheitsstraße), im Rintgen über die Alte Bruchstraße bis an den Antwerpener Platz zwischen Hülsdonk und dem Stadtpark Robend, von dort aus weiter Richtung Autobahnanschlussstelle Neersen an der A 44. Dies ist die frühere Bundesstraße 7.[24]
- L 39: Von Mönchengladbach-Hardt via Rasseln, Bockert und Hoser über die Hardter Straße bis auf den Willy-Brandt-Ring im westlichen Rintgen. Von hier aus weiter verlaufend bis an die Freiheitsstraße (L29) nordwestlich der nördlichen Innenstadt, schließlich über die Süchtelner Straße via Rahser und Süchteln nach Grefrath.
- L 71: Von Mönchengladbach via Ummer und Beberich über die Gladbacher Straße bis ins Rintgen und weiter über die Große Bruchstraße und die Krefelder Straße bis an die Gabelung mit der Alten Bruchstraße (L29) am Wegekreuz. Dies ist die frühere Bundesstraße 59.
- L 116: Von Mönchengladbach vierspurig über die Autobahnanschlussstelle Mönchengladbach Nord an der A 52, via Heimer/Helenabrunn, Ummer und Hamm, im östlichen Rintgen über die Freiheitsstraße verlaufend, nördlich der Kreuzung Freiheitsstraße/Alte Bruchstraße/Lindenstraße Fortsetzung als L29 Richtung Nettetal (siehe oben!).

### Schienenverkehr

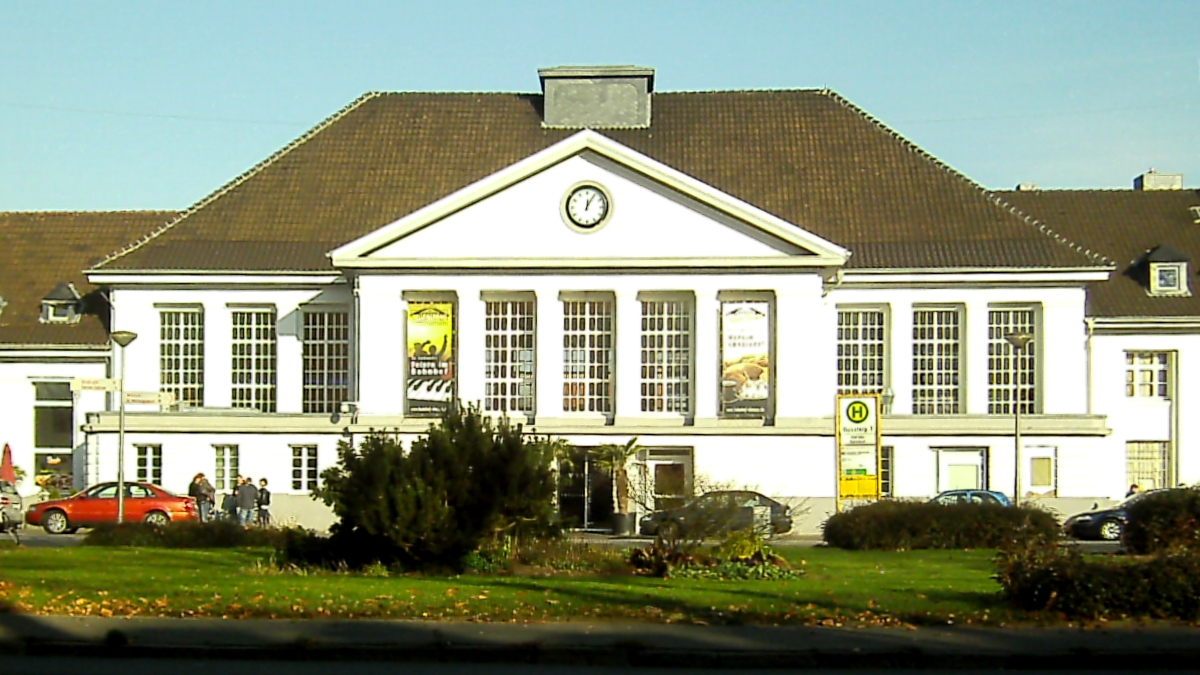
Das Empfangsgebäude auf der Südseite des Viersener Bahnhofs.

#### Personenverkehr
Die Bahnstrecken von Mönchengladbach nach Duisburg bzw. von Mönchengladbach nach Venlo verlaufen auf gemeinsamem Bahndamm im Osten des Rintgen, wo sich auch der Bahnhof Viersen befindet. Dort bestehen Zustiegsmöglichkeiten in eine Regionalbahn- und zwei Regionalexpress-Linien: RE 11, RE 13 bzw. RB 33.

#### Güterverkehr
Neben dem Durchgangsgüterverkehr, der über die auf dem Bahndamm verlaufenden Eisenbahnstrecken abgewickelt wird, bestand bis in die 1980er Jahre ein Güteranschlussgleis, das am südlichen Rand des Rintgen verlief, überwiegend neben der Ernst-Moritz-Arndt-Straße. Diese Güterstrecke zweigte etwas nordöstlich von Hamm von der dort verlaufenden Eisenbahn-Hauptstrecke ab und endete schließlich im Bereich des Gewerbekomplexes der Firma Kaiser’s in Hoser.

#### Straßenbahn
Bis Ende der 1950er Jahre gab es im Rintgen einen Straßenbahnbetrieb auf zunächst noch zwei Streckenästen. Zum einen verkehrte am nördlichen Rand des Rintgen eine Straßenbahnlinie vom Bahnhofsvorplatz über die Bahnhofstraße bis zum heutigen Sparkassenvorplatz (und weiter über die Hauptstraße durch die heutige Fußgängerzone hindurch Richtung Dülken); diese Strecke wurde 1955 stillgelegt. Die andere Strecke führte von Mönchengladbach nach Süchteln und verlief im Rintgen über die Gladbacher Straße und die Hauptstraße. 1955 wurde erst der nördliche Streckenteil dieser Linie zwischen Remigiusplatz und Süchteln stillgelegt, so dass der durch das Rintgen verlaufende Streckenteil zunächst noch in Betrieb blieb (Richtung Mönchengladbach), ab 1959 wurde dann der Straßenbahnverkehr durch das Rintgen ganz eingestellt.

### Busverkehr
Als Ortsteil von Viersen zählt das Rintgen zum Tarifgebiet des Verkehrsverbunds Rhein-Ruhr. Die NEW AG (Niederrhein Elektrizität und Wasser) sowie der BVR Busverkehr Rheinland bedienen das Rintgen mit insgesamt zwölf Buslinien. Hierdurch gibt es von Rintgen aus direkte Verbindungen mit fast allen anderen Viersener Stadtteilen, mit verschiedenen Stadtteilen der Nachbarstädte Mönchengladbach und Willich sowie mit den Viersener Nachbargemeinden Grefrath und Schwalmtal. Die Schnellbuslinie SB88 führt darüber hinaus ins Gebiet der Gemeinden Niederkrüchten und Brüggen nahe der niederländischen Grenze, die beiden BVR-Linien 071 und 094 verbinden das Rintgen außerdem mit den Düsseldorfer Vororten Meerbusch und Kaarst, wo jeweils Anschluss an das Stadtbahn- oder S-Bahn-Netz besteht. Zentrale Haltestelle ist der Gereonsplatz, wo das Rintgen bis in die 1980er Jahre sogar seinen eigenen Busbahnhof hatte, bevor der jetzige Viersener Busbahnhof am Rathausmarkt in Betrieb genommen wurde.
| Typ                  | Linie | Strecke | Hinweise |
| -------------------- | ----- | --- | --- |
|                      | SB 88 | Viersen Bf. – Viersen, Busbf. – Hoser – Mackenstein – Schwalmtal – Niederkrüchten – Elmpt – Brüggen                                                                   | Schnellbus, NVV AG Haltestelle im Stadtteil Rintgen: Viersen, Bf. |
|                      | CE 89 | Mackenstein – Dülken – Viersen Busbf. – Viersen Bf. – Hamm – Ummer – Heimer – Helenabrunn, Wegweiser / Mönchengladbach Hbf                                            | CityExpress, Niederrheinwerke Viersen, Haltestellen im Stadtteil Rintgen: Postamt, Viersen, Bf. und Gerhart-Hauptmann-Str.                                                                                          |
|                      | 009   | (Süchteln – Viersen Busbf. – Gereonsplatz – Beberich – Ummer –) Helenabrunn, Wegweiser – M'gladbach, Alter Markt – M'gladbach Hbf – M'gladbach, Ohlerfeld             | NVV AG, Haltestellen im Stadtteil Rintgen: Seilerwall, Gereonsplatz, Rathaus, Casinogarten und Hauptstr. Der Abschnitt zwischen Süchteln und Helenabrunn, Wegweiser wird nur gelegentlich befahren.                 |
|                      | 019   | (Vinkrath – Grefrath –) Süchteln – Viersen Busbf. – Gereonsplatz – Beberich – Ummer – Helenabrunn, Wegweiser – M'gladbach, Alter Markt – M'gladbach Hbf – Rheydt, Hbf | NVV AG, Haltestellen im Stadtteil Rintgen: Seilerwall, Gereonsplatz, Rathaus, Casinogarten und Hauptstr. Der Abschnitt zwischen Vinkrath und Süchteln wird nicht immer befahren.                                    |
|                      | 071   | Viersen, Busbf. – Gereonsplatz – Krefelder Str./Kanalstr. – Krefelder Str./Robend – Anrath – Willich – Meerbusch, Haus Meer                                           | BVR Busverkehr Rheinland, Haltestellen im Stadtteil Rintgen: Rathaus, Casinogarten, Hauptstraße, Gereonsplatz und Krefelder Str./Gillessen. Am Haus Meer besteht Anschluss an die Düsseldorfer Stadtbahn.           |
|                      | 080   | Hamm, Helmholtzstr. – Gereonsplatz – Viersen, Busbf. – Löh – Schirick – Bistard – Dülken, Straelener Weg                                                              | Niederrheinwerke Viersen, Haltestellen im Stadtteil Rintgen: Röntgenstr., Ringstr., Gereonsplatz, Rathaus, Casinogarten und Hauptstr.                                                                               |
|                      | 081   | Düpp, Im Wolfhahn – Robend – Krefelder Str./Kanalstr. – Viersen, Busbf. – Gereonsplatz – Hoser – Bockert, Kreuz                                                       | Niederrheinwerke Viersen, Haltestellen im Stadtteil Rintgen: Krefelder Str./Gillessen, Postamt, Rathaus, Casinogarten, Hauptstr., Gereonsplatz, Beghinenhof, Körnerstr., Allgemeines Krankenhaus und Hohlstr.       |
|                      | 082   | Düpp, Im Wolfhahn – Robend, Stadtwaldallee – Viersen, Bf. – Gereonsplatz – Viersen, Busbf. – Hoser – Bockert, Kreuz                                                   | Niederrheinwerke Viersen, Haltestellen im Stadtteil Rintgen: Gerhart-Hauptmann-Str., Viersen, Bf., Lessingstr., Gereonsplatz, Rathaus, Casinogarten, Hauptstr., Hoserkirchweg, Allgemeines Krankenhaus und Hohlstr. |
|                      | 083   | Dülken, Am Drouvenhof – Viersen, Busbf. – Gereonsplatz – Viersen, Bf. – Krefelder Str./Kanalstr. – Rahser – Sittard – Süchteln, Jugendpsychiatrie                     | Niederrheinwerke Viersen, Haltestellen im Stadtteil Rintgen: Rathaus, Casinogarten, Hauptstr., Gereonsplatz, Lessingstr., Viersen, Bf. und Krefelder Str./Gillessen.                                                |
|                      | 086   | Beberich, Berliner Höhe – Gereonsplatz – Viersen, Busbf. – Rahser, Notburgastr.                                                                                       | Niederrheinwerke Viersen, Haltestellen im Stadtteil Rintgen: Seilerwall, Gereonsplatz, Rathaus, Casinogarten und Hauptstr.                                                                                          |
|                      | 087   | Beberich, Berliner Höhe – Gereonsplatz – Viersen, Busbf. – Krefelder Str./Kanalstr. – Rahser, Notburgastr.                                                            | Niederrheinwerke Viersen, Haltestellen im Stadtteil Rintgen: Seilerwall, Gereonsplatz, Rathaus, Casinogarten, Hauptstr. und An den Schwarzen Pfählen.                                                               |
|                      | 094   | Viersen, Busbf. – Postamt – Krefelder Str./Gillessen – Krefelder Str./Kanalstr. – Krefelder Str./Robend – Neersen – Schiefbahn – Kaarster See                         | BVR Busverkehr Rheinland, Haltestellen im Stadtteil Rintgen: Postamt und Krefelder Str./Gillessen. Am Kaarster See besteht Anschluss an die S‑Bahnlinie S28 („Regiobahn“).                                          |
| Stand: Dezember 2011 |       | | |

### Radwanderwege
Zwei Themenrouten des nordrhein-westfälischen Radwegenetzes verlaufen auf gemeinsamem Fahrweg ein kurzes Stück am nordöstlichen Rand des Rintgen, im Wesentlichen entlang der Bahnhofstraße zwischen dem Viersener Bahnhof und der Freiheitsstraße:
- Die Deutsche Fußballroute NRW, hier speziell zwischen den Erlebnis-Städten Krefeld und Mönchengladbach.
- Der Hauptfahrweg der NiederRheinroute auf dem Weg von Mönchengladbach-Donk in die Viersener Innenstadt und weiter Richtung Dülken.[26][27]

## Sehenswürdigkeiten

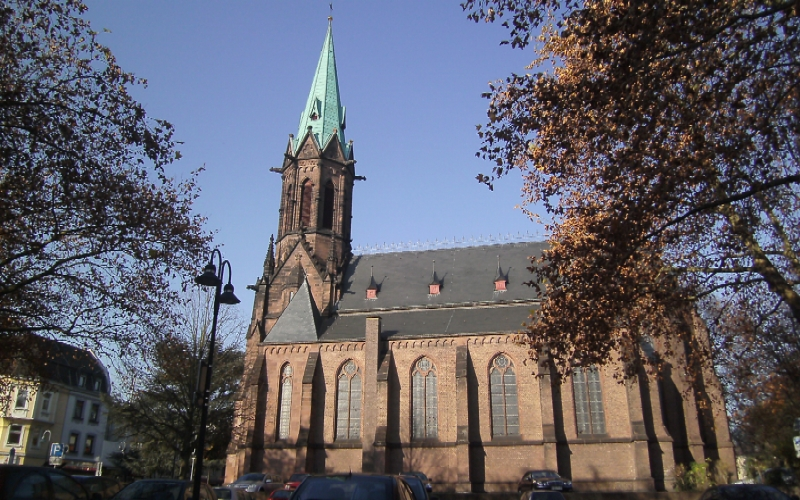
evangelische Kreuzkirche auf dem südlichen (Rintger) Abschnitt der Viersener Hauptstraße

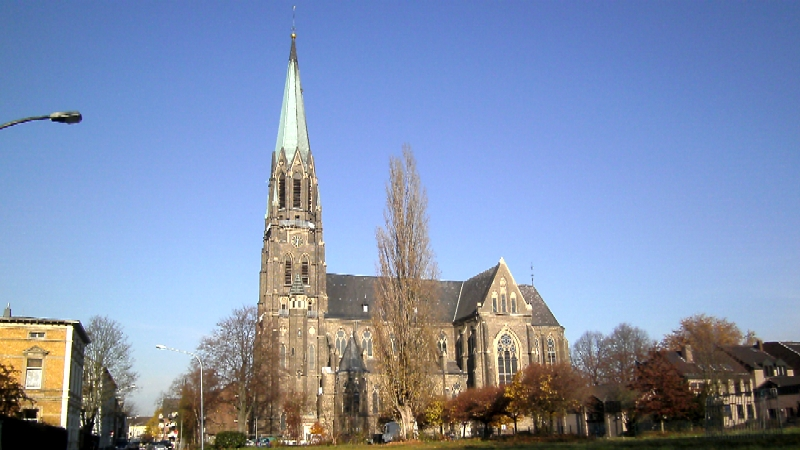
katholische Kirche St. Joseph, etwa von der Realschule aus gesehen

- Evangelische Kreuzkirche Viersen

Die Kirche der Evangelischen Kirchengemeinde Viersen befindet sich im Rintgen auf Höhe der Hauptstraße Nr. 120a. Das Gebäude wurde 1877–1879 nach Entwurf von August Hartel errichtet und steht mit der Listen-Nr. 391 seit dem Jahr 2000 unter Denkmalschutz. Das evangelische Kirchengebäude hatte zunächst keinen besonderen Namen und erhielt erst 1994, also mehr als hundert Jahre nach der Errichtung, offiziell den Namen Kreuzkirche.
- St.-Josephs-Kirche

Die katholische St.-Josephs-Kirche findet sich im Rintgen unter der Anschrift An der Josefskirche 15. Das Kirchengebäude wurde zwischen 1889 und 1891 erbaut, ab 1895 wurde es dann zur Pfarrkirche der seinerzeit im Rintgen neu gegründeten Pfarrgemeinde St. Joseph. Seit dem Jahr 2000 steht der Kirchenbau mit der Listen-Nr. 378 unter Denkmalschutz. Durch die Wiedereingliederung der Pfarrgemeinde St. Joseph in die katholische Alt-Viersener Hauptpfarre St. Remigius hat die St.-Josephs-Kirche seit dem Jahr 2009 ihren Status als Pfarrkirche verloren.
- Empfangsgebäude des Bahnhofs Viersen

Das Empfangsgebäude des Viersener Bahnhofs befindet sich am östlichen Rand des Stadtteils Rintgen. Das im Jahr 1917 errichtete Gebäude steht mit der Listen-Nr. 440 seit dem Jahr 2002 unter Denkmalschutz.

- Viersener Festhalle

Etwas westlich der Hauptstraße befindet sich am Hermann-Hülser-Platz 2 die Viersener Festhalle. Das zu verschiedenen Zwecken nutzbare Veranstaltungsgebäude wurde zwischen 1911 und 1913 errichtet und steht mit der Listen-Nr. 361 seit 1996 unter Denkmalschutz.

## Die nähere Umgebung
| Noppdorf | Oberrahser Innenstadt Nord                  | Unterrahser Hülsdonk |
| Löh      | Kompassrose, die auf Nachbargemeinden zeigt | Robend Düpp          |
| Hoser    | Unterbeberich                               | Hamm                 |